# HD145195
HD145195 — хімічно пекулярна зоря спектрального класу A2, що має видиму зоряну величину в смузі V приблизно  9,5.
Вона  розташована на відстані близько 832,0 світлових років від Сонця.